# Шигар (город)
Шигар (англ. Shigar, урду شگر‎) — город на севере Пакистана, в составе  территории Гилгит-Балтистан. Является административным центром одноимённого округа. Является самым высокогорным городом в Пакистане.

## История
До 2013 года Шигар входил в состав округа Скарду. В марте 2013 года город был провозглашён административным центром новообразованного округа Шигар.

## География
Город находится в восточной части Гилгит-Балтистана, в высокогорной местности, в левобережной части долины реки Шигар (приток реки Инд), на расстоянии приблизительно 132 километров к востоку-юго-востоку (ESE) от Гилгита, административного центра территории.
Абсолютная высота — 2556 метров над уровнем моря.

## Транспорт
Ближайший аэропорт расположен в городе Скарду.